# Rudolf Kimmig
Rudolf Kimmig (* 2. April 1869 in Tiengen; † 1944) war ein deutscher Versicherungsmanager.

## Leben
Nach dem Abitur am humanistischen Gymnasium in Freiburg studierte Rudolf Kimmig an den Universitäten Freiburg und Greifswald Rechtswissenschaften. 1888 wurde er Mitglied des Corps Rhenania Freiburg. Das erste juristische Staatsexamen legte er 1892 ab, das zweite juristische Staatsexamen 1895. 1897 wurde er zum Großherzoglichen Ministerialsekretär im Großherzoglich Badischen Ministerium der Justiz, des Kultus und des Unterrichts berufen. Im gleichen Jahr wechselte er in den Vorstand der Allgemeinen Versorgungsanstalt im Großherzogtum Baden, Karlsruher Lebensversicherung in Karlsruhe. Ende 1903 wurde er zum leitenden Direktor der Karlsruher Lebensversicherung, vormals Allgemeine Versorgungsanstalt ernannt. Am 1. September 1922 erfolgte seine Ernennung zum Generaldirektor der Karlsruher Lebensversicherung AG.
Seit dem 1. Februar 1908 war Kimmig Mitglied des Versicherungsbeirates beim Reichsaufsichtsamt für Privatversicherung. Er war weiterhin Aufsichtsratsmitglied der Frankfurter Allgemeine Versicherungs-AG in Frankfurt am Main, der Helios, Allgemeine Rückversicherungs-AG in Frankfurt am Main, der Hammonia, Allgemeine Versicherungs-AG in Hamburg, der Vereinigte Versicherungs-AG, vormals Gedevag, Kosmos und Selbsthilfe in Berlin, der Excelsior Lebensversicherungs-AG in Berlin, der Südwestdeutsche Bank AG in Frankfurt am Main sowie der Landesgewerbeschule für Südwestdeutschland AG in Karlsruhe.

## Auszeichnungen
- Ritterkreuz 1. Klasse des Großherzoglich Badischen Ordens vom Zähringer Löwen
- Preußisches Verdienstkreuz für Kriegshilfe